# Zbigniew Twardy

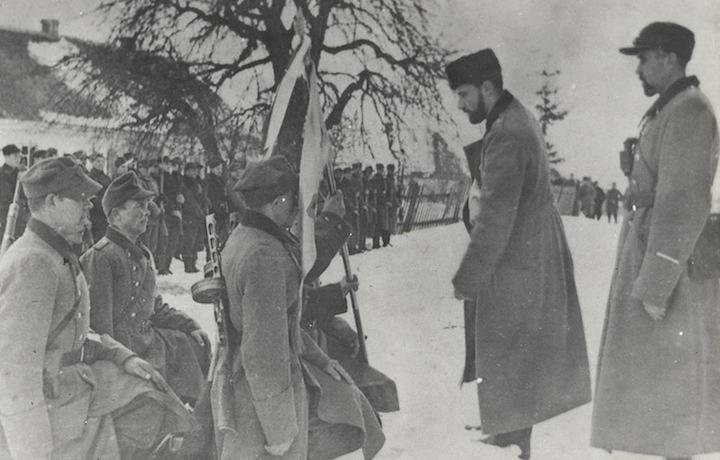
Przysięga partyzantów 27 Wołyńskiej DP AK, por. „Trzask” drugi od prawej

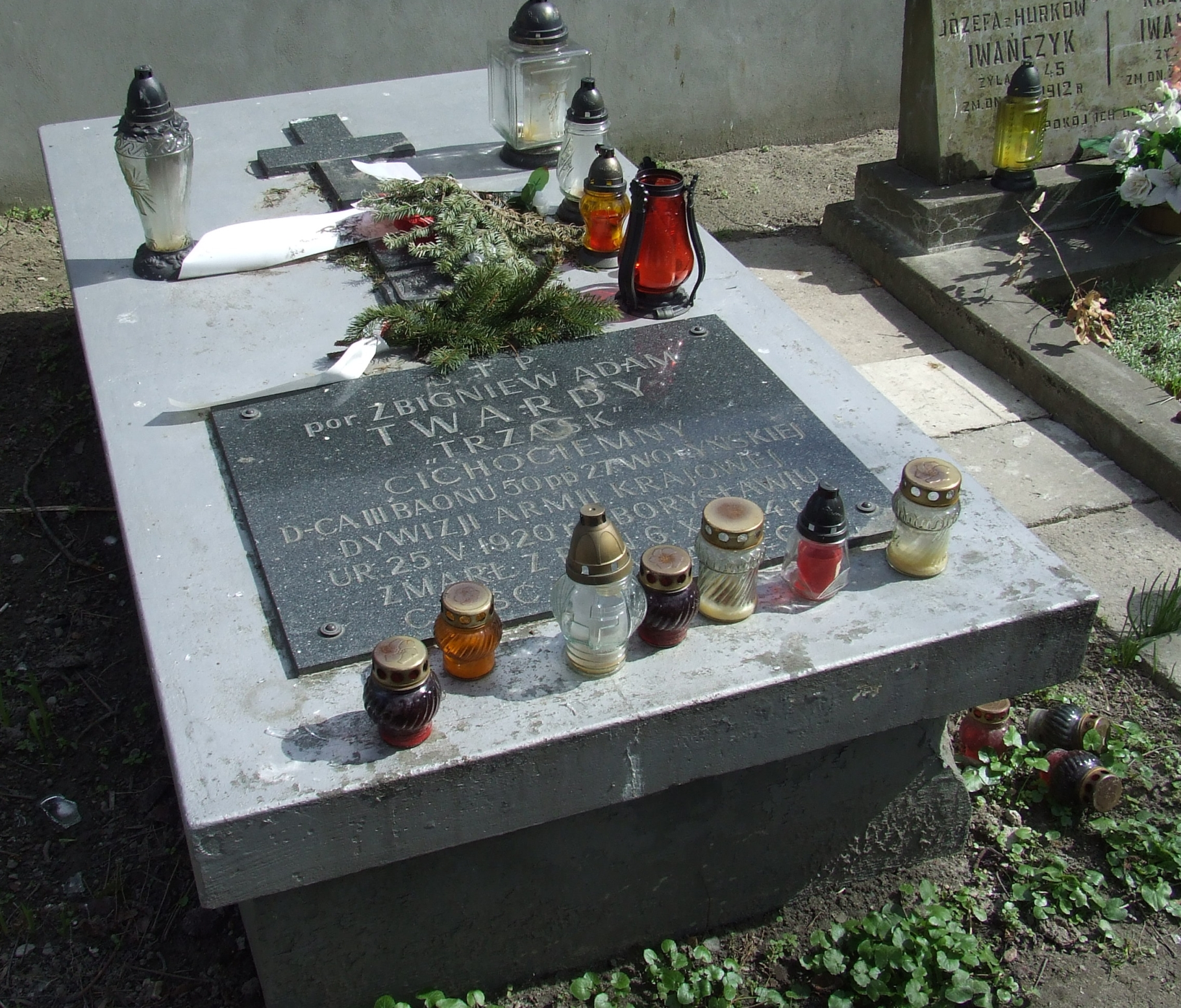
Grób Twardego na cmentarzu miejskim przy ul. Lwowskiej w Chełmie

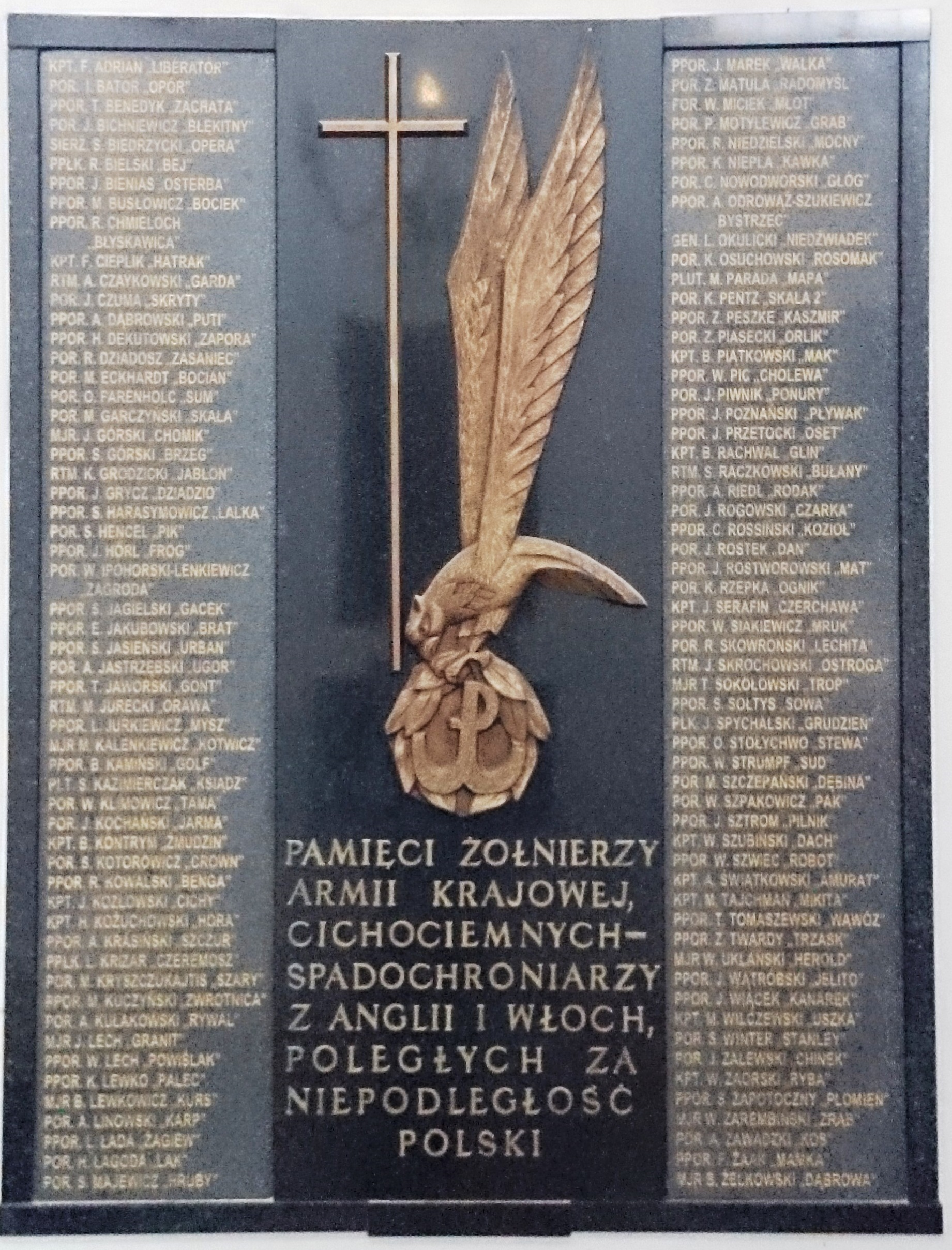
Tablica w kościele św. Jacka w Warszawie, upamiętniająca poległych cichociemnych, w tym Zbigniewa Twardego

Zbigniew Adam Twardy ps. „Trzask”, „Wici”, „Adam Mierzwa”, „Zygmunt Tarło” (ur. 25 maja 1920 w Borysławiu, zm. 6 października 1944 w Chełmie) – kapitan artylerii Armii Krajowej, cichociemny.

## Życiorys
W 1939 zdał maturę w gimnazjum w Drohobyczu oraz egzamin na Wydział Prawa na Uniwersytecie im. Jana Kazimierza we Lwowie. 
Przed II wojną światową ochotniczo zgłosił się do wojska i od 22 sierpnia do 11 września 1939 pełnił funkcję obserwatora na posterunku wojskowym w Drohobyczu. 15 marca 1940 przekroczył granicę węgierską we wsi Latirka, skąd już legalnie wyjechał do Francji i w końcu kwietnia przybył do Modane. W trakcie kampanii francuskiej został przydzielony do 3 pułku artylerii ciężkiej jako kanonier. Po upadku Francji samodzielnie przedostał się do Saint-Nazaire, do Wielkiej Brytanii przybył 23 czerwca 1940.
Od lipca 1940 służył jako bombardier w I dywizjonie artylerii lekkiej (1 Brygada Strzelców). Od lipca do grudnia 1941 uczył się w Szkole Podchorążych Artylerii w Coupar Angus.
Zgłosił się do służby w kraju. Przeszedł szkolenie ze specjalnością dywersji, po czym przeszedł do dyspozycji Oddziału I Sztabu Naczelnego Wodza. Zaprzysiężony w Audley End 24 sierpnia 1942. Został mianowany podporucznikiem ze starszeństwem z dniem 24 marca 1943.
W nocy z 24/25 marca 1943 (operacja „Cellar”, ekipa 28) odbył skok na placówkę odbiorczą „Smok”, położoną 23 kilometrów na południowy zachód od Siedlec. Po aklimatyzacji w kwietniu 1943 skierowany na teren Okręgu Wołyń AK. Do Kowla przybył na początku lipca 1943 i początkowo pełnił funkcję oficera organizacyjnego w Inspektoracie Rejonowym Kowel, adiutanta komendanta Obwodu Kowel – Miasto. 
W styczniu 1944 mianowany został dowódcą oddziału konspiracyjnego „Błyskawica” (Kowel) oraz oddziałów samoobrony Zielonej, Zasmyk i Dąbrowy. Później przyjął on nazwę III baonu 50 pułku piechoty 27 Wołyńskiej Dywizji Piechoty AK (Zgrupowanie Gromada). Dowództwo oddziału stacjonowało wówczas w Kupiczowie. Liczył on około 400 żołnierzy.
W nocy z 29/30 stycznia 1944 brał udział wraz z oddziałami partyzanckimi cc „Sokoła” (por. Michał Fijałka), „Jastrzębia” (por. Władysław Czermiński), cc „Siwego” (kpt. Piotr Szewczyk) i „Łuny” w akcji przeciw Ukraińcom we wsi Babie pod Szczurzynem. 2 lutego 1944 w ataku na wieś Budyszcze, w której stały silne oddziały UPA.
5 marca 1944 społeczeństwo miasta Kowla w Świniarzynie wręczyło mu proporzec dla batalionu, później wraz z grupą oficerów sztabowych przyjął defiladę baonu. W ramach 27 Wołyńskiej DP AK wziął udział w walkach, m.in. w nocy z 8/9 marca, razem z oddziałami „Jastrzębia”, cc „Siwego” i „Jurka” (ppor. Stanisław Kurzydłowski – Konarski), zlikwidował niemiecką załogę (30 ludzi) na stacji kolejowej Hołoby pod Kowlem. Ranny w rękę 29 lutego pod Oździatyczami, dalej dowodził baonem. 10 kwietnia 1944 powtórnie ranny, tym razem ciężko (strzaskane kości lewej nogi powyżej kolana) pod Stawkami. Przewieziony do szpitala polowego w Lasach Mosurskich.
23 kwietnia zabrany przez Węgrów (w służbie niemieckiej, ale sprzyjających Polakom). Przewieziony 3 maja do obozu jeńców sowieckich w Okszowie koło Chełma (Stalag 319), skąd został wykupiony przez PCK. Następnie leczony był w chełmskim szpitalu miejskim przy ul Lwowskiej, gdzie opiekę nad nim sprawował dr Stanisław Radwański z Maciejowa. 
Nie wyraził zgody na amputację nogi dotkniętej gangreną i zmarł 6 października 1944 w Chełmie. Pochowany na cmentarzu miejskim przy ulicy Lwowskiej w Chełmie.

## Upamiętnienie
W lewej nawie kościoła św. Jacka przy ul. Freta w Warszawie odsłonięto w 1980 roku tablicę Pamięci żołnierzy Armii Krajowej, cichociemnych – spadochroniarzy z Anglii i Włoch, poległych za niepodległość Polski. Wśród wymienionych 110 poległych cichociemnych jest Zbigniew Twardy.
Od 18 września 1994 jest patronem Szkoły Podstawowej w Rudzie–Hucie.

## Awanse
- bombardier – 1940
- podporucznik – 24 marca 1943
- porucznik – druga połowa 1943[2]
- kapitan –

## Odznaczenia
- Krzyż Srebrny Orderu Virtuti Militari – 18 września 1994 (pośmiertnie)[3] nr 13406[1]